# Marie-Agnes Strack-Zimmermann
Marie-Agnes Strack-Zimmermann, geboren als Marie-Agnes Jahn (Düsseldorf, 10 maart 1958), is een Duits boekenuitgever en liberaal politicus van de Freie Demokratische Partei (FDP).
Strack-Zimmermann is sinds de federale verkiezingen van 2017 voor de deelstaat Noordrijn-Westfalen lid van de Duitse Bondsdag en daar sinds 2021 voorzitter van de Commissie voor Defensie. Ze is lid van het FDP-presidium en van het bestuur van de FDP-fractie in het parlement.
Ze is de  Spitzenkandidat van haar partij en de Europese Partij van de Alliantie van Liberalen en Democraten voor Europa (ALDE) voor de Europees Parlementsverkiezingen van 2024. De FDP houdt het niet voor realistisch dat ze in die positie gekozen zal worden maar weerspiegelt met het kandidaatschap de toewijding aan de Europese samenwerking. Als voorstander van een sterk verdedigingsleger was haar bijnaam in de verkiezingscampagne  Eurofighter. Ze werd gekozen in het Europees Parlement.
Strack-Zimmermann is uitgeefster van beroep en werd in 2004 actief in de politiek voor de FDP. Van 2008 tot 2014 was zij burgemeester van Düsseldorf. Strack-Zimmermann is getrouwd en kreeg drie kinderen die ze naast haar betaalde functies thuis in haar gezin opvoedde. Als hobby is ze van jongs af motorrijder.